# María Laffitte
María Laffitte y Pérez del Pulgar, condesa de Campo Alange (Sevilla, 15 de agosto de 1902-Madrid, 9 de julio de 1986), fue una aristócrata, escritora, ensayista y crítica de arte española. Fue defensora de los derechos de las mujeres, con especial notabilidad durante el franquismo, y fundadora en 1960 del Seminario de Estudios Sociológicos de la Mujer.

## Biografía
Nació en Sevilla donde pasó su infancia y juventud hasta los veinte años cuando se trasladó a Madrid al contraer matrimonio. Nació en el seno de una familia de situación económica privilegiada, sin embargo no tuvo formación académica, algo que le marcó a lo largo de su vida. A los veinticuatro años tenía tres hijos «durante los mejores años de mi vida —escribió posteriormente— anduve como desorientada sin saber por dónde abrir mi senda».
«Empecé a escribir casi sin darme cuenta, como al dictado de una voz interna y autoritaria» explicó sobre su proceso, y poco después tenía entre sus manos su primera obra, María Blanchard, una biografía crítica de esta  artista.  No consiguió quien se la publicara, se la ofreció a varias editoriales y ante la negativa decidió editar el libro por su cuenta. Y así lo hizo, publicándolo en 1944. Años después también escribió una biografía de Concepción Arenal. 
Poco a poco su nombre empezó a sonar en la prensa y en ciertos círculos intelectuales.
Firmó sus libros como «María Campo Alange» o «Condesa de Campo Alange», título que tenía por su matrimonio con José Salamanca, conde de Campo Alange.
Fue miembro activo de la Academia Breve de Crítica de Arte, vicepresidenta del Ateneo de Madrid y miembro de la Academia de Buenas Letras de Sevilla.
Fundó, dirigió y patrocinó el Seminario de Estudios Sociológicos de la Mujer (SESM), que reunió desde 1960 hasta su muerte en 1986 a un grupo de profesionales, profesoras universitarias e investigadoras, como María Salas Larrazábal, Lilí Álvarez o Elena Catena dedicadas a investigación sobre la situación de la mujer en España
Colaboró estrechamente con importantes intelectuales de las postguerra española, como Eugenio D'Ors, José Ortega y Gasset y Gregorio Marañón, aunque también tuvo que afrontar sus estrategias patriarcales.

## Derechos de las mujeres
María Laffitte estudió y teorizó sobre la situación de las mujeres y su subordinación y buscó respuestas en la historia, antropología, el arte y las ciencias. En 1948, un año antes de que Simone de Beauvoir publicara El segundo sexo, Laffitte publicó en España La secreta guerra de los sexos, su libro más destacado. Su crítica al papel de la ciencia en la esencialización de las mujeres es incluso anterior a Simone de Beauvoir. Sus ensayos e investigaciones sobre las mujeres y la construcción social de la feminidad son de calado histórico y aún plantean dilemas de actualidad.

## Reconocimiento póstumo
En su honor, se constituyó en 2008 la Federación de Mujeres Maria Laffitte, con sede en Sevilla, su ciudad natal.

## Obra: Libros publicados

### Crítica de arte
- María Blanchard. Madrid: Hauser y Menet, 1944.
- De Altamira a Hollywood, metamorfosis del arte. Madrid: Editorial Revista de Occidente, 1953. [Obra en la que, entre otros aspectos, relaciona la influencia de la ciencia en diversas manifestaciones de la cultura como la pintura o el arte. Por ejemplo, el influjo de Darwin en Zola o de la visión celular en la obra de Miró].
- La poética ingenuidad de Pepi Sánchez. Madrid: Ateneo de Madrid, 1958. [7]
- Aquella y esta Sevilla, 1967 (conferencia)

### Ensayo e investigación sobre la mujer
- La secreta guerra de los sexos. Madrid: Editorial Revista de Occidente, 1948; 2ª edición: ibíd., 1950; 3ª edición: ibíd., 1958; 4ª edición: Madrid, Horas y Horas, 2009.
- La mujer como mito y como ser humano. Madrid: Taurus, 1961.
- La mujer en España. Cien años de su historia. Madrid: Aguilar, 1964.
- En Torno a Teilhard. Presentación, Condesa de Campo Alange. Ponentes, P. Dubarle [y Otros]. Grupo Español De Trabajo Teilhard De Chardin. Madrid: Taurus, 1969.
- Memorias de la condesa de Espoz y Mina (prologuista). Madrid: Tebas, 1977.
- La mujer española: de la tradición a la modernidad (1960-1980) (prologuista). Madrid: Tecnos, 1986.

### Narrativa
- La flecha y la esponja. Madrid: Arión, 1959.

### Biografía y autobiografía
- Mi niñez y su mundo. Madrid: Editorial Revista de Occidente, 1956; 2ª edición: Madrid, Castalia, 1990.
- Concepción Arenal (1820-1893). Estudio biográfico documental. Madrid: Editorial Revista de Occidente, 1973.
- Mi atardecer entre dos mundos. Recuerdos y cavilaciones. Barcelona: Planeta, 1983.

### Obras en colaboración
- Habla la mujer. Un sondeo entre la juventud actual. Madrid: Cuadernos para el Diálogo, 1967.
- Los Derechos Humanos. Madrid: Ciencia Nueva, 1968 [5ª Edición]. Libro escrito junto con José Luis López Aranguren, Ramón Tamames y Faustino Cordón.
- Mujer y aceleración histórica. Madrid: Cuadernos para el Diálogo, 1970.
- Diagnosis sobre el amor y el sexo. Barcelona: Plaza y Janés, 1977.